# Квинт Петилий
Квинт Петилий (на латински: Quintus Petillius; Petilius) e политик на Римската република през 2 век пр.н.е. Произлиза от плебейската фамилия Петилии.

## Политическа кариера
През 187 пр.н.е. той е народен трибун с колеги Луций Мумий, Квинт Мумий, Марк Абурий и Квинт Петилий Спурин. Консули тази година са Марк Емилий Лепид и Гай Фламиний.
Заедно с Квинт Петилий Спурин той обвинява Сципион Африкански и неговия по-малък брат Луций Корнелий Сципион Азиатски заради подкупи от Антиох III и присвояване на държавни пари, което прекратява тяхната политическа кариера.